# Discografia de Rose Nascimento
Esta é a Discografia de Rose Nascimento, cantora brasileira de música gospel e música cristã contemporânea. Lançou dezessete álbuns de estúdio, sete álbuns ao vivo, além de gravações e registros em vídeo. No decorrer de sua carreira, Rose já vendeu mais de 9 Milhões de discos, sendo assim uma das cantoras que mais recebeu certificações e também de maior sucesso da música gospel no país. A cantora também participou como convidada de outros projetos musicais.

## Álbuns de estúdios
| Álbum                     | Lançamento | Formato         | Vendas    | Certificação | Gravadora                |
| ------------------------- | ---------- | --------------- | --------- | ------------ | ------------------------ |
| Livre                     | 1990       | LP, CD          | 100.000   | Ouro         | Som e Louvores           |
| A Dose mais Forte         | 1992       | LP, CD          | 360.000   | Platina      | Som e Louvores           |
| Cinco Letras Preciosas    | 1993       | LP, Cassete, CD | 400.000   | Platina      | Nancel                   |
| Receba a Vida             | 1994       | Cassete, CD     | 500.000   | 2× Platina   | Nancel                   |
| Sucessos                  | 1995       | Cassete, CD     | 100.000   | Ouro         | Nancel                   |
| Mil Razões                | 1996       | Cassete, CD     | 100.000   | Ouro         | MK Music                 |
| Mil Razões Ao Vivo        | 1997       | Cassete, CD     | 100.000   | Ouro         | MK Music                 |
| Começo, Meio e Fim        | 1998       | CD              | 500.000   | 2× Platina   | MK Music                 |
| Cuida de Mim              | 2000       | CD              | 100.000   | Ouro         | RN Produções             |
| Mais Firme do que Nunca   | 2001       | CD              | 2.000.000 | 2× Diamante  | Clevan Music             |
| Sempre Fiel               | 2002       | CD              | 1.250.000 | Diamante     | Zekap Gospel             |
| Aqui Tem Alegria          | 2003       | CD              | 150.000   | Ouro         | Zekap Gospel             |
| Para o Mundo Ouvir        | 2004       | CD              | 500.000   | Diamante     | Zekap Gospel             |
| Louvores Ungidos da Harpa | 2005       | CD              | 100.000   | Ouro         | Sião Records             |
| Uma Questão de Fé         | 2005       | CD              | 500.000   | Diamante     | RN Produções, Sony Music |
| Som Gospel                | 2008       | CD              | 100.000   | Platina      | MK Music                 |
| Projeto de Deus           | 2009       | CD              | 100.000   | Platina      | Art Gospel               |
| Primeiro Passo            | 2011       | CD              | 300.000   | Diamante     | Art Gospel               |
| Grandes Sucessos          | 2012       | CD              | 100.000   | Platina      | MK Music                 |
| O Menor da Casa           | 2013       | CD              | 100.000   | Platina      | RN Produções, Sony Music |
| Questão de Honra          | 2016       | CD              | 50.000    | Ouro         | Som Livre                |
| Gospel Hits               | 2017       | CD              | 50.000    | Ouro         | Art Gospel               |
| Páginas da Vida           | 2018       | EP              | -         | Digital      | RN Produções, Sony Music |

### Álbuns ao vivo
| Álbum                                      | Lançamento                | Formato                     | Vendas  | Certificação | Gravadora    |
| ------------------------------------------ | ------------------------- | --------------------------- | ------- | ------------ | ------------ |
| Mil Razões - Ao Vivo                       | 1997, 2010(remasterizado) | VHS, CD, DVD(remasterizado) | 100.000 | Ouro         | MK Music     |
| Mais Firme do Que Nunca - Ao Vivo          | 2002                      | CD, VHS, DVD                | 100.000 | Ouro         | Clevan Music |
| Sempre Fiel - Ao Vivo                      | 2003                      | CD, VHS, DVD                | 200.000 | Platina      | Zekap Gospel |
| Para o Mundo Ouvir - Ao Vivo no Olympia SP | 2005                      | CD, DVD                     | 100.000 | Ouro         | Zekap Gospel |
| Uma Questão de Fé - Ao Vivo                | 2007                      | CD, DVD                     | 50.000  | Ouro         | RN Produções |
| Tocando Corações 17 anos Vol.1             | 2008                      | CD, DVD                     | 100.000 | Platina      | RN Produções |
| Tocando Corações 17 anos Vol.2             | 2014                      | CD, DVD                     | 50.000  | Ouro         | RN Produções |
| Tente Um Pouco Mais                        | 2015                      | CD, DVD                     | 50.000  | Ouro         | Som Livre    |

## Singles
| Lançamento | Álbum                     | Single                   |
| ---------- | ------------------------- | ------------------------ |
| 1990       | Livre                     | Livre                    |
| 1992       | A Dose mais Forte         | Deus de Amor             |
| 1993       | Cinco Letras Preciosas    | Banquete na Glória       |
| 1994       | Receba a Vida             | Não Ceda                 |
| 1996       | Mil Razões                | Mil Razões               |
| 1998       | Começo, Meio e Fim        | Como Ele Venceu          |
| 2000       | Cuida de Mim              | Cuida de Mim             |
| 2001       | Mais Firme do que Nunca   | Fiel Toda Vida           |
| 2002       | Sempre Fiel               | Deus Está Contigo        |
| 2003       | Aqui Tem Alegria          | Aqui Tem Alegria         |
| 2004       | Para o Mundo Ouvir        | Seguirei                 |
| 2005       | Louvores Ungidos da Harpa | Ao Estrugir a Trombeta   |
| 2006       | Uma Questão de Fé         | Quero Ver Milagres       |
| 2009       | Projeto de Deus           | A Vitória é Pra Quem Crê |
| 2011       | Primeiro Passo            | Estou de Pé              |
| 2013       | O Menor da Casa           | Escolhido                |
| 2016       | Questão de Honra          | Ele Não Desistiu         |
| 2018       | Páginas da Vida           | Páginas da Vida          |

## Videografia
| Lançamento | Titulo                                     | Gravadora    |
| ---------- | ------------------------------------------ | ------------ |
| 1997       | Mil Razões – Ao Vivo                       | MK Music     |
| 2002       | Mais Firme do Que Nunca - Ao Vivo          | Clevan Music |
| 2004       | Ao Vivo                                    | Zekap Gospel |
| 2006       | Para o Mundo Ouvir - Ao Vivo no Olympia SP | Zekap Gospel |
| 2008       | Uma Questão de Fé – Ao Vivo                | RN Produções |
| 2014       | 17 Anos Tocando Corações                   | RN Produções |
| 2015       | Tente Um Pouco Mais                        | Som Livre    |

## Clipes
| Música                       | Lançamento              |
| ---------------------------- | ----------------------- |
| Roda de Fogo                 | 1994                    |
| Jesus é Demais               | 1997                    |
| Exalte ao Senhor             | 2003                    |
| Me Calo Pra Ouvir Deus Falar | 2005                    |
| O Tempo de Deus              | 2007                    |
| A Vitória é Pra Quem Crê     | 2009                    |
| Simplesmente Sobrenatural    | 18 de outubro de 2012   |
| O Menor da Casa              | 05 de fevereiro de 2014 |
| Deus Vai Me Capacitar        | 24 de março de 2016     |
| Ele Não Desistiu             | 17 de Fevereiro de 2017 |
| Páginas da Vida              | 04 de Junho de 2019     |

## Coletâneas
| Lançamento | Titulo                         | Gravadora        |
| ---------- | ------------------------------ | ---------------- |
| 1992       | Sucessos                       | Gospel           |
| 1995       | O Melhor De Rose Nascimento    | Som e Louvores   |
| 1999       | Melhores Louvores              | Nancel Produções |
| 2001       | Cuida De Mim - Edição Especial | Zekap Gospel     |
| 2008       | Som Gospel                     | MK Music         |
| 2012       | Testemunho e Louvor            | Art Gospel       |
| 2013       | Grandes Sucessos               | MK Music         |
| 2016       | Gospel Hits                    | Art Gospel       |